# 大南一統志

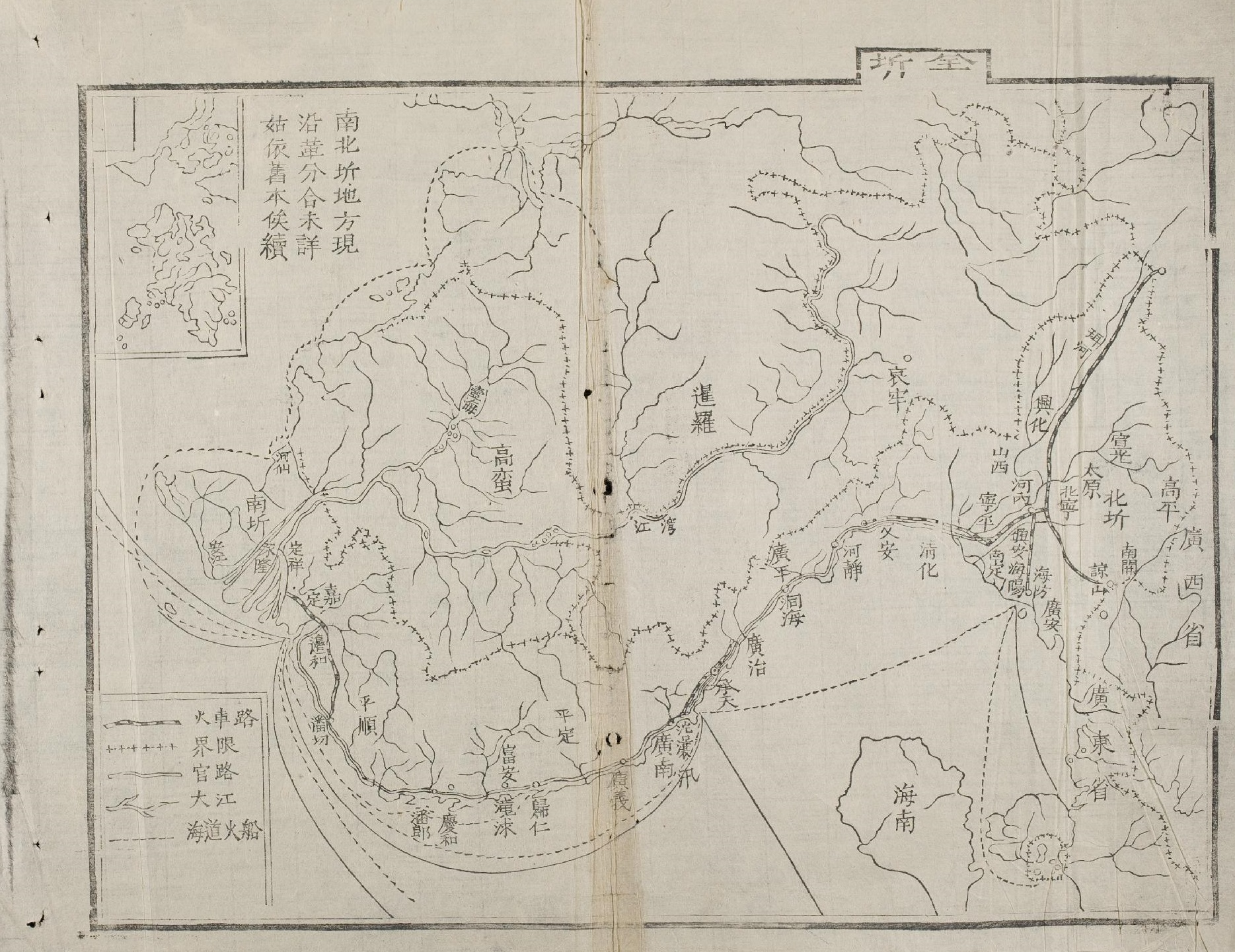
《大南一統志》中的輿圖

《大南一統志》（越南语：／）是越南阮朝的一部官修地理總誌，與《皇越一統輿地志》和《同慶地輿志》並稱為阮朝三大官修地理誌。

## 編纂經過
嗣德二年（1849年），阮朝嗣德帝接受裴樻的建議，下令參照清朝的《大清一統志》編纂越南自己的地理志。嗣德十八年（1865年），由阮朝國史館完成初編。禮部以本書“頗屬差異，與省府縣社分，沿革多有不符”，將草稿發往各地，“飭在貫之官員，或舉人秀才，詳檢間有何款分合差殊，及原載舛謬缺略，並行摘出檢正事清，並與原書發交到部，送交該館認辦”。嗣德三十五年（1882年），草本完成，史館官員上疏奏請刊印。嗣德帝認為“要精方刻，免遺譏，如舊越史”，而且草本以嗣德十八年為限，“此後建置沿革如廣治、富安、河靜，（嗣德）十八年以前爲道，後复設省，與河内、寧平、山西、北寧府縣間有分合，及忠臣義士尚多未及續編，仍命補編，自（嗣德）三十四年以前爲限”，下令編製補編。1861年，開始繪製大南一統輿圖。至1882年編纂完成。嗣德年間編纂的《大南一統志》全書共12冊、31卷。
咸宜元年（1885年），尊室說奉咸宜帝起兵反抗法國的殖民統治，法國軍隊入侵順化京城，《大南一統志》未及刊印。至成泰十八年（1906年），國史館以高春育為總裁，奉成泰帝的命令補續此書，至維新三年（1909年）十二月完成並刊刻。成泰、維新年間編纂的《大南一統志》共有17卷。1941年，日本印度支那研究會曾據維新三年高春育本《大南一統志》影印出版。

## 內容
嗣德年間纂成的《大南一統志》包含越南全國三圻，北起與中國廣西接壤的諒山省，南至河僊省，囊括京師承天府和二十七省三道（廣治道、河靜道、富安道），並在京師承天府部分之後附有外藩各國列傳，包括高蠻、暹羅、水舍火舍、緬甸、南掌和萬象諸國。維新年間纂成刊印的《大南一統志》則僅含越南中圻部分、即法屬印度支那安南保護國的統轄範圍，北起清化省，南至平順省，包括京師承天府和中圻十一省一道（寧順道）。
《大南一統志》各省均含疆界、分野、建置沿革、分轄、形勢、氣候、風俗、城池、學校、戶口、田賦、山川、古迹、關汛、驛站、市鋪（市集）、橋梁、津次、堤堰、陵墓、祠廟、寺觀、人物、烈女、僧釋、土產等內容，爲阮朝資料最翔實的全國性地志，提供了研究越南歷史地理的寶貴資料。

## 流傳情況
《大南一統志》編纂刊印後，收藏在阮朝宮廷內閣中。保大八年（1933年），日本松本信廣教授到越南訪學，從阮朝宮廷內獲得了維新本《大南一統志》複本，並於保大十六年（1941年）在日本影印出版。1960年代，越南共和國文化出版社翻譯出版《大南一統志·南越六省》。後又據維新本翻譯出版部分卷次。
2006年，越南順化出版社翻譯出版嗣德本《大南一統志》。
2014年，中國人民出版社和西南師範大學出版社聯合組織的《域外漢籍珍本文庫》項目出版《域外漢籍珍本文庫·第四輯·史部》，其中第21冊為維新本《大南一統志》，底本是1941年日本印度支那研究會影印本。
2015年，中國人民出版社和西南師範大學出版社聯合組織的《域外漢籍珍本文庫》項目據法國遠東學院藏本影印出版了《大南一統志》（嗣德本）。

## 外部連結
- 《大南一統志》（嗣德本）
  - 卷一·京師 （页面存档备份，存于）
- 《大南一統志》（維新本）
  - 卷一·京師 （页面存档备份，存于）
  - 卷三·承天府中 （页面存档备份，存于）
  - 卷四·承天府下 （页面存档备份，存于）
  - 卷五·廣南省 （页面存档备份，存于）
  - 卷六·廣義省 （页面存档备份，存于）
  - 卷七·廣治省 （页面存档备份，存于）
  - 卷八·平定省 （页面存档备份，存于）
  - 卷九·廣平省 （页面存档备份，存于）
  - 卷十·富安省 卷十一·慶和省 （页面存档备份，存于）
  - 卷十六·清化省上 卷十七·清化省下 （页面存档备份，存于）
- 日本1941年影印維新本《大南一統志》
  - 第一輯·卷一至卷七 （页面存档备份，存于）
  - 第二輯·卷八至卷十七 （页面存档备份，存于）